# Гришенки
Гришенки — деревня в Чеховском районе Московской области, в составе муниципального образования сельское поселение Стремиловское (до 28 февраля 2005 года входила в состав Стремиловского сельского округа), деревня связана автобусным сообщением с райцентром и соседними населёнными пунктами.

## Достопримечательности
На территории деревни расположен мемориал павшим войнам в Великую Отечественную войну.

## Население
| 2002 | 2006 | 2010 |
| ---- | ---- | ---- |
| 12   | ↘6   | ↗967 |

## География
Гришенки расположены примерно в 7 км на юг от Чехова, на левом берегу реки Сухая Лопасня (правый приток Лопасни), высота центра деревни над уровнем моря — 162 м. На 2016 год в Гришенках зарегистрирована 5 улиц, 3 гск и 3 садовых товарищества.